# دیوید هیرشفلدر
دیوید هیرشفلدر (انگلیسی: David Hirschfelder; ۱۸ نوامبر ۱۹۶۰ – ) یک موسیقی‌دان و آهنگساز اهل استرالیا بود. وی از سال ۱۹۸۰ میلادی تاکنون مشغول فعالیت بوده‌است.

## فیلم‌شناسی
- افسانه محافظان: جغدهای گاهول
- الیزابت
- درخشیدن
- سلام نظامی
- مصاحبه
- هلوها